# Ormia tarsalis
Ormia tarsalis là một loài ruồi trong họ Tachinidae.